# 엔조 차토
엔조 지아니 차토 음비아이(프랑스어: Enzo Gianni Tchato Mbiayi, 2002년 11월 23일 ~ )는 리그 1 클럽 몽펠리에에서 수비수로 뛰고 있는 카메룬의 프로 축구 선수이다. 프랑스에서 태어난 그는 카메룬 국가대표팀에서 뛰고 있다.

## 구단 경력
2022년 4월 3일, 차토는 브레스트와의 홈 경기에서 2-1로 패한 리그 1에서 교체 선수로 몽펠리에 소속으로 프로 데뷔 전을 치렀다. 5월 23일, 그는 클럽과 첫 프로 계약을 체결했다. 그의 첫 리그 선발 출전은 8월 7일, 트루아와의 홈 경기에서 3-2로 승리한 경기였다. 8월 13일, 차토는 파리 생제르맹과의 원정 경기에서 5-2로 패한 경기에서 첫 프로 골을 기록했다.
2024년 5월 28일, 차토가 몽펠리에와 계약 연장을 체결했다고 발표되었다.

## 국가대표팀 경력
2021년 1월, 차토는 훈련 캠프를 위해 카메룬 U-20 국가대표팀에 소집되었다. 2월에는 모리타니에서 열린 2021년 아프리카 U-20 네이션스컵에 참가하여 팀이 8강에 진출했다. 대회에서 차토는 카메룬 국가대표팀 "적발자" 중 한 명이었다.
2023년 6월 11일, 차토는 멕시코와의 친선 경기에서 2-2 무승부를 기록하며 카메룬 국가대표팀 데뷔 전을 치렀다.

## 사생활
차토는 프랑스와 카메룬 혈통이다. 그의 아버지 빌은 카메룬 국가대표였으며 몽펠리에에서도 활약했다.